# محمود أباد (أرزوئية)
محمود أباد (بالفارسية: محمودآباد) هي قرية تقع في إيران في Arzuiyeh Rural District. يقدر عدد سكانها بـ 585 نسمة .